# Biel Vicens
Biel Vicens Ponsatí (Palamós, España, 26 de julio de 2004) es un futbolista español que juega de centrocampista en el F. C. Barcelona Atlètic de la Primera Federación.
Al finalizar la temporada 2023/2024 es cedido al Gimnàstic de Tarragona. En febrero de 2025 tras una nula participación en la primera parte de la temporada 2024/2025 con el equipo tarraconense, cierra su cesión al Nàstic y se desvincula del F. C. Barcelona quedando como agente libre. Ficha hasta final de la temporada con la U.E. Sant Andreu de la Segunda Federación, haciendo su debut en la jornada 22 en el estadio Narcís Sala frente a la Unió Esportiva Cornellà con triunfo de la U.E. Sant Andreu por 4-0.

## Estadísticas

### Clubes
Actualizado al último partido disputado el 20 de mayo de 2023.
| Club                             | Div.          | Temporada     | Liga  | Liga  | Copas nacionales | Copas nacionales | Copas internacionales | Copas internacionales | Total | Total |
| Club                             | Div.          | Temporada     | Part. | Goles | Part.            | Goles            | Part.                 | Goles                 | Part. | Goles |
| -------------------------------- | ------------- | ------------- | ----- | ----- | ---------------- | ---------------- | --------------------- | --------------------- | ----- | ----- |
| F. C. Barcelona Atlètic · España | 1.ª F         | 2022-23       | 1     | 0     | ―                | ―                | ―                     | ―                     | 1     | 0     |
| F. C. Barcelona Atlètic · España | Total club    | Total club    | 1     | 0     | 0                | 0                | 0                     | 0                     | 1     | 0     |
| Total carrera                    | Total carrera | Total carrera | 1     | 0     | 0                | 0                | 0                     | 0                     | 1     | 0     |